# Nipponaphera habei
Nipponaphera habei is een slakkensoort uit de familie van de Cancellariidae. De wetenschappelijke naam van de soort is voor het eerst geldig gepubliceerd in 1972 door Petit.